# Antiblemma subguttata
Antiblemma subguttata là một loài bướm đêm trong họ Erebidae.